# Welcome Mountain
Welcome Mountain är ett berg i Antarktis. Det ligger i Östantarktis. Nya Zeeland gör anspråk på området. Toppen på Welcome Mountain är 2 590 meter över havet.
Terrängen runt Welcome Mountain är platt österut, men västerut är den kuperad. Welcome Mountain är den högsta punkten i trakten. Trakten är obefolkad. Det finns inga samhällen i närheten.